# Point North
Point North ist eine US-amerikanische Band aus Los Angeles.

## Diskografie

### Alben
- 2018: A Light in a Dark Place
- 2020: Brand New Vision (Hopeless Records)
- 2023: Prepare for Despair

### Singles
- 2018: Hammer
- 2018: Empathy
- 2018: Paranoid
- 2018: Early Departed
- 2018: Everybody Fades
- 2018: Ghost in My Home
- 2019: Gasoline
- 2019: Retrograde
- 2019: Into the Dark
- 2020: All I Want for Christmas Is You
- 2021: Lifeline
- 2021: This Will Be My Year
- 2021: Nice Now
- 2021: Erase You
- 2021: Stich Me Up
- 2022: Dark Days
- 2022: Recover
- 2023: Safe and Sound